# Al-Omari-Moschee (Bosra)

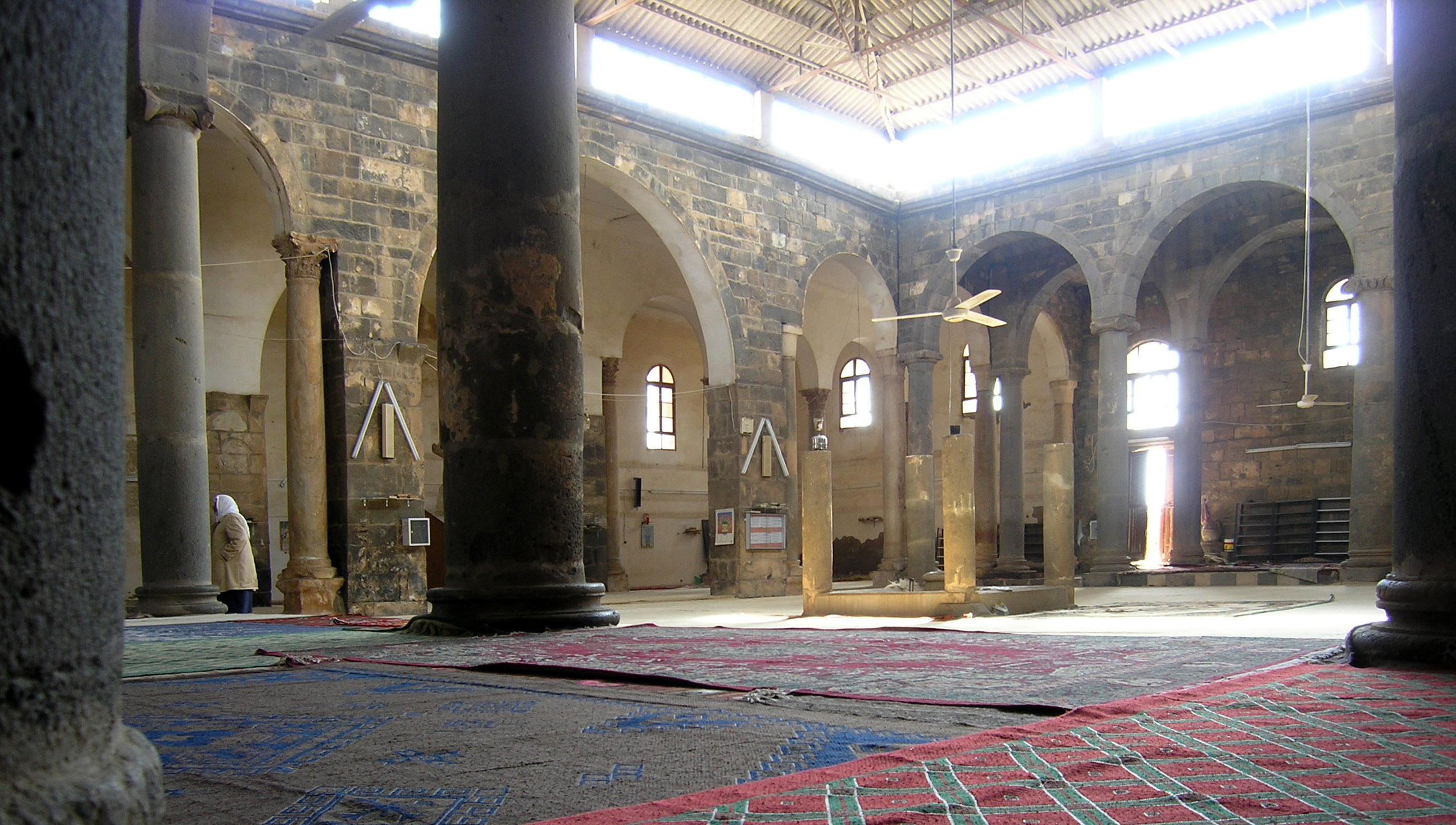
Innenraum der Omari-Moschee

Die al-Omari-Moschee (arabisch المسجد العمري, DMG al-masǧid al-ʿumarī) ist eine Moschee in der Stadt Bosra im Gouvernement Dar'a in Syrien.

## Geschichte
Es handelt sich um eines der ältesten noch bestehenden islamischen Gotteshäuser. Der Gründung der Moschee fand im Auftrag des Kalifen Omar statt, der kurz zuvor Syrien erobert hatte. Das heutige Gebäude wurde zwischen 717 und 721 errichtet und der Bau unter dem omajjadischen Kalifen Yazid II. abgeschlossen. Im 12. und 13. Jahrhundert erweiterten und renovierten die Ayyubiden das Gebäude.